# Dedham (Iowa)
Dedham és una població dels Estats Units a l'estat d'Iowa. Segons el cens del 2000 tenia 280 habitants, 113 habitatges, i 69 famílies. La densitat de població era de 186,4 habitants per km².